# Знак «Участнику Хасанских боёв»
Знак «Участнику Хасанских боёв» учреждён Указом Президиума Верховного Совета СССР «Об увековечении памяти героев Хасана» от 5 июня 1939 года. Автор знака — художник Центрального дома Красной армии Н. И. Москалёв.

## Критерии награждения
Согласно Положению знаком «Участник Хасанских боев» награждаются:
- лица рядового, командного и начальствующего состава Рабоче-Крестьянской Красной армии, Военно-Морского Флота, войск пограничной охраны, которые принимали непосредственное участие в хасанских боях;
- военнослужащие штабов и тыловых учреждений;
- члены семей командного и начальствующего состава, колхозники, работники торгового флота и другие, находившиеся в районе боевых действий и принимавшие непосредственное участие в обеспечении боевых операций 1-й Отдельной Краснознаменной Армии или обслуживали раненных в период с 29 июля по 11 августа 1938 года.

## Описание
Знак имеет овальную скульптурную форму. В центре значка помещается фигура красноармейца в каске, с винтовкой у знамени, стоящего на вершине сопки Заозерной и правой рукой бросающего гранату. На красном эмалевом знамени вверху значка помещена пятиконечная звезда. Знак заканчивается рельефной надписью «Хасан», красной эмалевой лентой с золотым контуром с датой на ней «6.VIII —1938». Стороны знака обрамлены орнаментом: левая — из дубовых листьев, а правая — из лавровых.
Знак золочённый и изготовлялся из цветного металла.
Размер знака: 38 мм в высоту и 27 мм в поперечнике, на оборотной стороне знака имеется штифт с гайкой, при помощи которых знак прикрепляется к одежде.
В основу описания знака (значка) «Участник Хасанских боёв» лёг эскиз художника Н. И. Москалёва.
Награждение кадровых военных производилось командирами и комиссарами войсковых частей, а гражданских лиц и демобилизованных военнослужащих — районными и городскими военными комиссарами.

## Правила ношения
Изначально носился выше левого нагрудного кармана, а затем, в соответствии с Приказом НКО СССР за № 240 от 21.06.1943 года, — с правой стороны, левее или ниже правительственных наград. К одежде прикреплялся при помощи медного нарезного штифта с круглой стальной посеребрённой гайкой.

## Привилегии награждённых
Награждённые знаком никакими льготами и денежным пособиями за счёт государства не пользовались.